# Isle of the Cross
Isle of the Cross (1853) è un'opera inedita e perduta di Herman Melville e sarebbe stato il suo ottavo libro, dopo i fallimenti di pubblico e critica Moby-Dick (1851) e Pierre o delle ambiguità (1852). Il biografo di Melville, Hershel Parker, suggerisce che l'opera, forse un romanzo, forse una storia breve, era quella conosciuta come Storia di Agatha, completata intorno al maggio 1853. Suggerisce inoltre che la conclusione dell'opera mostra che Melville non si era scoraggiato e allontanato dalla narrativa, come invece hanno sostenuto molti biografi.
A differenza di quasi tutte le altre opere di Melville, questa ha come protagonista un personaggio femminile.

## Origini dell'opera
Durante una visita a Nantucket nel luglio 1852, John H. Clifford, un avvocato di New Bedford, procuratore generale e amico del suocero di Melville, Lemuel Shaw, raccontò a Melville la storia di Agatha Hatch Robertson, una donna di Nantucket che si era presa cura di un marinaio naufragato di nome Robertson. Dopo il matrimonio, Robertson abbandonò lei e la figlia, tornando solo diciassette anni dopo, per poi abbandonarle ancora una volta ed essere scoperto avere un'altra famiglia.
In una lettera all'amico Nathaniel Hawthorne, Mellville descrisse "la grande pazienza, perseveranza e rassegnazione delle donne dell'isola nel sottomettersi completamente alle lunghissime assenze dei loro mariti marinai", e incoraggia Hawthorne ad utilizzare questa "piccola idea", cosa che non fece. Melville lavorò al manoscritto durante l'estate e l'inverno del 1852. Quando portò il manoscritto al suo editore di New York, Harper & Brothers, nel giugno 1853, questi lo rifiutarono. L'editore era probabilmente preoccupato per le cattive recensioni di Pierre o delle ambiguità, o spaventato da possibili azioni legali da parte della famiglia di Agatha Hatch.

## Studi successivi
Sebbene i primi biografi di Melville non sapessero della sua esistenza, già nel 1922 la scrittrice Meade Minnigerode trovò nella New York Public Library un deposito di lettere della famiglia Melville che includeva numerosi riferimenti nel 1853 a un'opera importante che non fu mai pubblicata. Harrison Hayford nel 1946 trovò la conferma, contenuta in una lettera appena trovata, che Melville avesse completato un grande progetto dopo che il fallimento di Moby-Dick aveva rivelato "gravi errori nella teoria ora ritenuta valida", che Melville "nella disperazione e nella sfida all'accoglienza di Moby Dick avesse scritto Pierre "senza alcuna aspettativa di successo con il pubblico" e che si aspettava che sarebbe stato il suo ultimo libro. Merton M. Sealts Jr., in una nota sul campo del 1980, giudicò plausibile la possibilità che Melville scrisse la storia nell'inverno del 1853 pensando allo stile di Hawthorne e che il lavoro fosse una transizione verso il "simbolismo di Hawthornesqe" delle storie successive di Melville. Sealts cita la lettera di Melville all'Harper's Magazine del 24 novembre 1853, riferendosi al "lavoro che ho portato a New York la scorsa primavera, ma che mi è stato impedito di pubblicare in quel momento..." Parker nel 1990 suggerì che la storia di Agatha fosse in realtà Isle of the Cross e dedicò a questo un ampio spazio nel secondo volume della sua biografia di Melville. Nel 1991, Basem L. Ra'ad concluse che "Isle of the Cross" si riferisce ad una storia, non a un libro intero, e che la storia fu incorporata in Encantadas, o Enchanted Isles, una serie di schizzi pubblicati in Piazza Tales.
Alcuni recensori della sua Herman Melville: A Biography (2002), hanno obiettato all'identificazione di Parker del manoscritto perduto con "Isle of the Cross". Richard H. Brodhead, allora all'Università di Yale, scrivendo sul New York Times del 23 giugno 2002, etichettò la "supposizione" di Parker come "dubbia", e Andrew Delbanco della Columbia University, scrisse sulle pagine del The New Republic, che Parker "si fida della sua intuizione" e presenta "inferenze come fatti", perché "tale libro non è mai stato pubblicato - ed è una supposizione che Melville l'abbia mai scritto". Parker rispose che la "supposizione" si basava sugli studi accademici di Melville degli anni '20, con cui Broadhead non sembrava avere familiarità, e che "l'ignoranza di Delbanco su tre quarti di secolo di studi accademici" era "sconcertante". Nel 2012 Parker notò che nella biografia di Melville del 2006 di Delbanco, quest'ultimo aveva "in qualche modo appreso dell'esistenza" di Isle of the Cross, della quale aveva "assicurato ai lettori del The New Republic che avevo semplicemente "ipotizzato"."

## Riferimenti culturali
Nel romanzo The Secret of Lost Things di Sheridan Hay, uno dei personaggi, Walter Geist, sta acquistando segretamente il manoscritto originale di Isle of the Cross.

## Collegamenti
- (EN) Three questions for Hershel Parker, articolo di Susan Salter Reynolds, su Los Angeles Times.